# وایزنفلد (آیشسفلد)
وایزنفلد (به آلمانی: Wiesenfeld) یک شهرداری در آلمان است که در آیشسفلد (ناحیه) واقع شده‌است. وایزنفلد ۲۶۸ نفر جمعیت دارد.